# 김영길 (1962년)
김영길(金永吉, 1962년 3월 18일~)은 대한민국의 정치인이다. 울산 중구의원을 지냈으며 제8대 울산 중구청장이다.

## 학력
- 양사초등학교 (졸업)
- 학성중학교 (졸업)
- 울산공업고등학교 (졸업)
- 울산대학교 (행정학 / 학사)

## 경력
- 중구생활체육협의회 회장
- 경부고속철도 유치 범시민실무추진위원회 위원
- 태화들 십리대밭 지킴이 자원봉사회 운영위원장
- 중구 도시계획위원회 심의위원
- 중구 자활기관 운영위원
- 2002.07 ~ 2006.06: 제3대 울산광역시 중구의회 의원
- 2006.07 ~ 2010.06: 제4대 울산광역시 중구의회 의원
- 2010.07 ~ 2014.06: 제5대 울산광역시 중구의회 의원
  - 2010.07 ~ 2012.06: 제5대 울산광역시 중구의회 전반기 의회운영위원회 위원장
  - 2012.07 ~ 2014.06: 제5대 울산광역시 중구의회 후반기 의장
- 2014.07 ~ 2018.05: 제6대 울산광역시 중구의회 의원
  - 2014.07 ~ 2016.06: 제6대 울산광역시 중구의회 전반기 의장
- 2022.07 ~ : 제8대 민선 8기 울산광역시 중구청장

## 역대 선거 결과
|  | 51.95% |

|  | 15.85% |

|  | 23.23% |

|  | 21.82% |

|  | 46.79% |

|  | 59.41% |

| 전임 박태완 | 제8대 울산광역시 중구청장 2022년 7월 1일~ |  |